# Pseudopaludicola murundu
Pseudopaludicola murundu é uma espécie de anfíbio da família Leptodactylidae. Endêmica do Brasil, pode ser encontrada no município de Rio Claro, no estado de São Paulo, e na Cadeia do Espinhaço: na Serra do Cipó no município de Santana do Riacho, na Serra da Moeda no município de Brumadinho e na Serra do Lenheiro no município de São João del-Rei, no estado de Minas Gerais. Inclui Pseudopaludicola serrana como sinônimo.